# Port de Vannes
Le port de Vannes est un port de commerce, un port passager et un port de plaisance situé au nord du golfe du Morbihan le long d'un chenal de 1 200 m (direction sud-nord) qui mène les bateaux de l’avant-port commercial du Pont-Vert au bassin à flot, au pied de la porte Saint-Vincent, porte d'entrée de la vieille ville de Vannes.
La présence attestée d'un port à son emplacement actuel remonte à la fin du XIVe siècle bien que les recherches ont démontré l'existence d'un port dès le Ier siècle de notre ère au pied de la première ville : Darioritum, civitas des Vénètes.
Prisé par les plaisanciers vannetais et les touristes grâce à sa situation en plein cœur de la ville, le port de plaisance est équipé depuis le grand chantier de requalification du quartier du Port de 2007-2009 de nombreux équipements : Capitainerie - Kiosque culturel - Office de tourisme - Espace vert - Parking souterrain

## Histoire

### Le port antique de Darioritum
Les premières traces de l'existence d'un port à Vannes remontent à l'occupation romaine de la cité des Vénètes alors connu sous le nom de Darioritum. Les recherches menées sur Darioritum montrent que le port fut le cœur de la croissance urbaine et commerciale du Ier au Ve siècle. Bien que son emplacement et son aménagement soient mal connus, les forages effectués ont permis la mise à jour de débris de céramiques romaines et des sédiments marins attestant la présence d'une activité navale au sud de la colline de Boismoreau, au pied du castrum, aux abords de l'actuelle préfecture.
L'identité des Vénètes était fortement marquée par l'activité maritime. Les commentaires de César sur leurs navires, le contrôle qu'ils exerçaient sur le commerce atlantique, comme la précocité de leur monnayage sont des témoins parmi d'autres de la suprématie maritime des Vénètes.

« Par leur marine considérable, leur supériorité nautique bien reconnue et leurs relations commerciales avec l'île de Bretagne, les Vénètes étaient devenus un peuple très puissant, dont l'autorité s'étendait au loin sur tout le littoral de la Gaule et de la Bretagne Insulaire. Ils possédaient un petit nombre de ports situés sur cette mer ouverte et orageuse à de grandes distances les uns des autres et rendaient tributaires presque tous les navigateurs obligés de passer dans leurs eaux. »

— Jules César, Commentaires sur la Guerre des Gaules, III, 8.
Les Vénètes, puissante et influente puissance maritime et commerciale, comme plus tard le seront Venise ou Saint-Malo, avaient une forte organisation. Ils étaient dotés d’un sénat et avaient notamment une flotte importante pour commercer avec les îles Britanniques et l'Italie. Ils diffusaient le vin et l'huile (convoyés depuis Bordeaux) en Armorique et aussi en Bretagne insulaire notamment à Hengistbury Head (non loin de Bournemouth dans le Dorset actuel). Ils vendaient entre autres productions les salaisons et les charcuteries armoricaines déjà bien connues et appréciées à Rome outre l'étain, le plomb et le cuivre de la grande île.

### Le nouveau port de Vannes

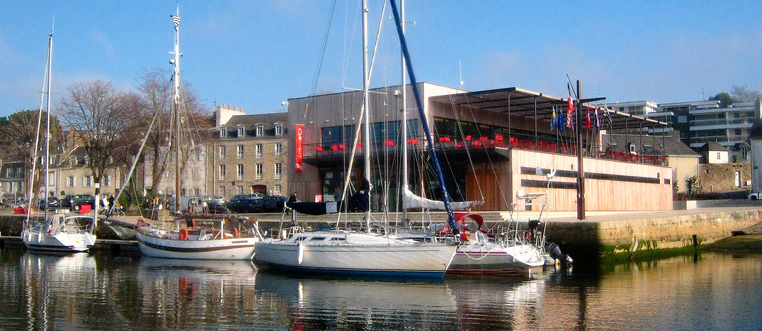
Nouvelle capitainerie du port de plaisance.

Aménagé depuis plusieurs siècles, vingt si on compte le premier port antique, le visage actuel du port de Vannes et de son quartier date de la fin des années 2000 et du vaste chantier de requalification impulsé en 2003 par le choix du projet des architectes Zublena, Cabannes et Peiffer. Cette première phase achevée en 2009 concerna l'aménagement des rives du port de plaisance avec en outre la construction de nouveaux équipements : capitainerie, kiosque culturel, office de tourisme, parking souterrain; et l'embellissement des lieux avec la création d'une esplanade sur la rive droite et la plantation d'allées d'arbres le long des deux rives.
La deuxième phase du chantier qui devrait débuter en 2011 concernera l'amont du port du plaisance : les aménagements du port de commerce et de la gare maritime sur la rive droite, le devenir des bâtiments de la Direction départementale des territoires et de la mer (ex DDE) sur la rive gauche et la construction du tunnel de Kérino à l'entrée du port.

## Les ports de Vannes

### Port de commerce
Situé juste en amont du pont tournant de Kerino, infrastructure qui permet aux véhicules de rejoindre l'est de la ville vers le parc d'innovation de Bretagne Sud et la ville de Séné et ceci afin de désengorger la circulation en centre-ville, les quais du port de commerce accueillent les marchandises qui arrivent à Vannes après avoir traversé le golfe du Morbihan.
Le trafic de marchandise est relativement modeste, le tonnage atteint en 2005 est de 29 200 tonnes et place le port de Vannes au 43e rang national des ports de commerce loin derrière son voisin lorientais. En effet, la raison essentielle de ce fait est que vu sa situation, le port n'a jamais été destiné à accueillir un port de commerce de grande envergure. Du fait d'une topographie complexe, d'un faible marnage et de la présence de forts courants dans le golfe, il est difficile pour les navires à fort tonnage de s'aventurer jusqu'à une ville comme Vannes, située à plus de 15 km des côtes atlantiques.

### Port de plaisance
À la sortie du port de plaisance, le parc du golfe est le point de départ des promenades en bateau.

## Quartier du port

### Place Gambetta
La place Gambetta, de plan hémisphérique, marque l'extrémité du port de Vannes et le met en contact avec le centre historique par la porte Saint-Vincent.

### Rive Droite - Faubourg de Kaër

#### Promenade de la Rabine
Située sur la rive droite du port, la promenade de la Rabine est formée d'une longue allée d'arbres qui s'étend sur près de 800 mètres entre l'esplanade du port au nord et les quais du port de commerce au sud. Le terme rabine est d'origine bretonne, il signifie "allée plantée d'arbres".
En 1687, sous l'exil du Parlement de Bretagne à Vannes et alors qu'une nouvelle promenade de la Garenne est implantée, les États de Bretagne permettent à la municipalité vannetaise de planter des arbres sur le quai de la rive droite du port. Le retour du parlement à Rennes met fin au projet en 1689 et il faudra attendre 1712 pour que la municipalité décide que quatre rangées d'ormeaux soit plantées le long de l'ancien quai à vin du XVIIe siècle permettant ainsi la création d'une promenade ombragée. La construction d'un quai et la destruction de la chapelle Saint-Julien en 1740 permet l'élargissement des rangées d'arbres devant les Carmes Déchaussés en 1745. Au fur et à mesure de l'extension des quais vers le sud, la promenade de la Rabine est prolongée. En 1887, le vote de crédits par le conseil municipal permet l'extension de la promenade au-delà de la Santière, jusqu'au Pont-Vert. En 2007, le vaste chantier de requalification du site du port qui a été engagé a permis la mise en valeur des espaces de promenade avec en outre la suppression des places de parking en surface.

## Galerie

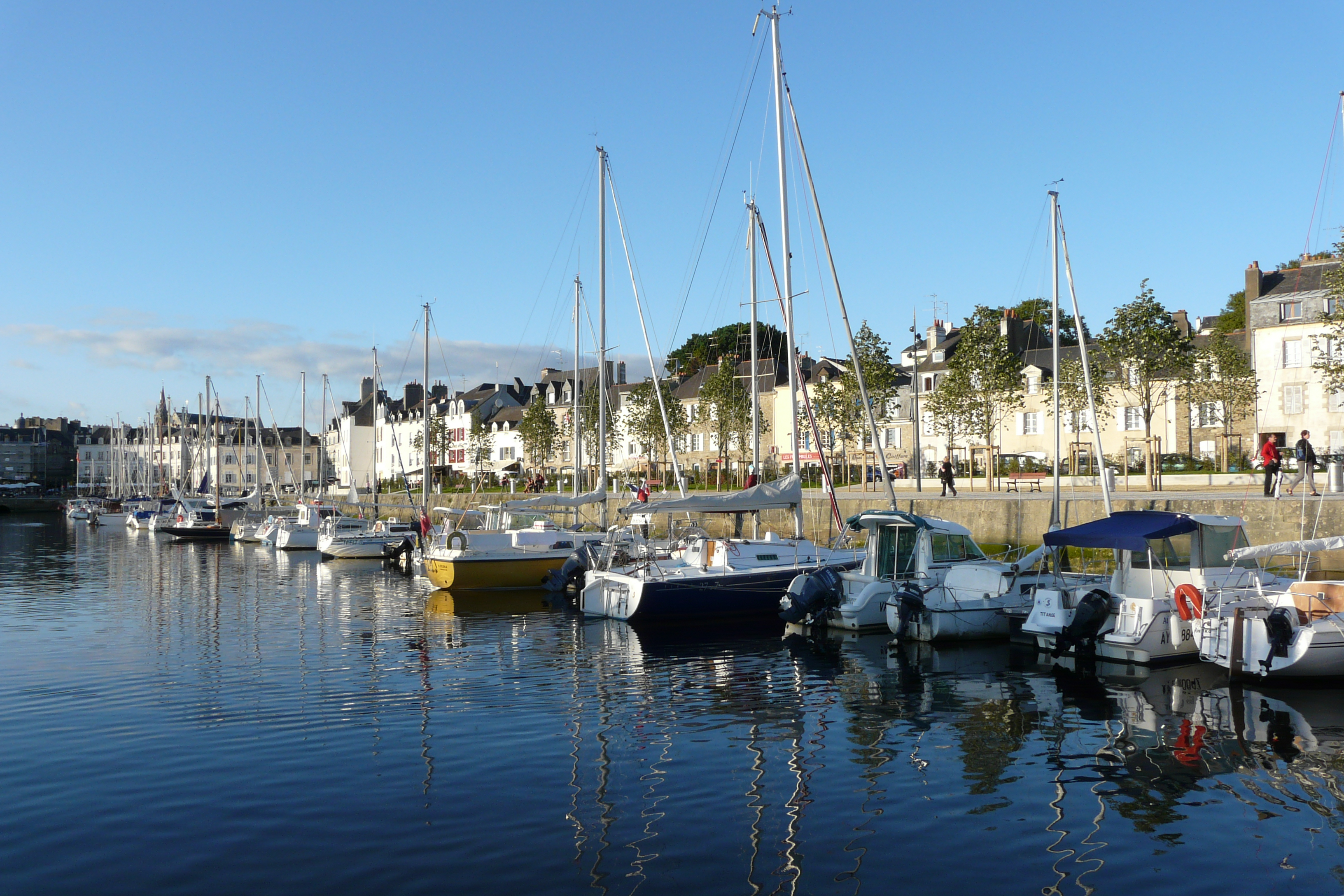
La rive gauche du port de plaisance en 2009
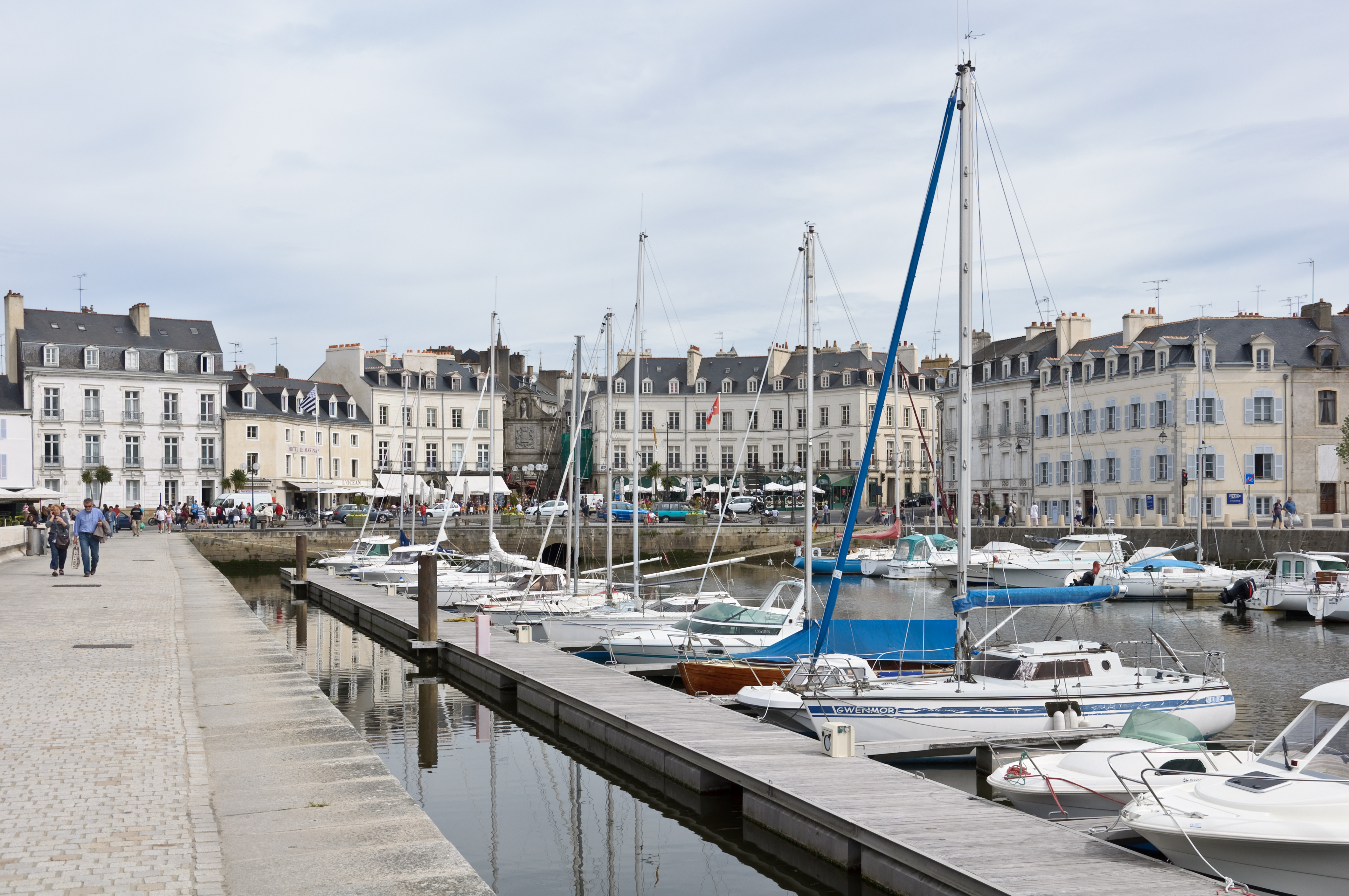
La rive droite du port, quai Éric Tabarly
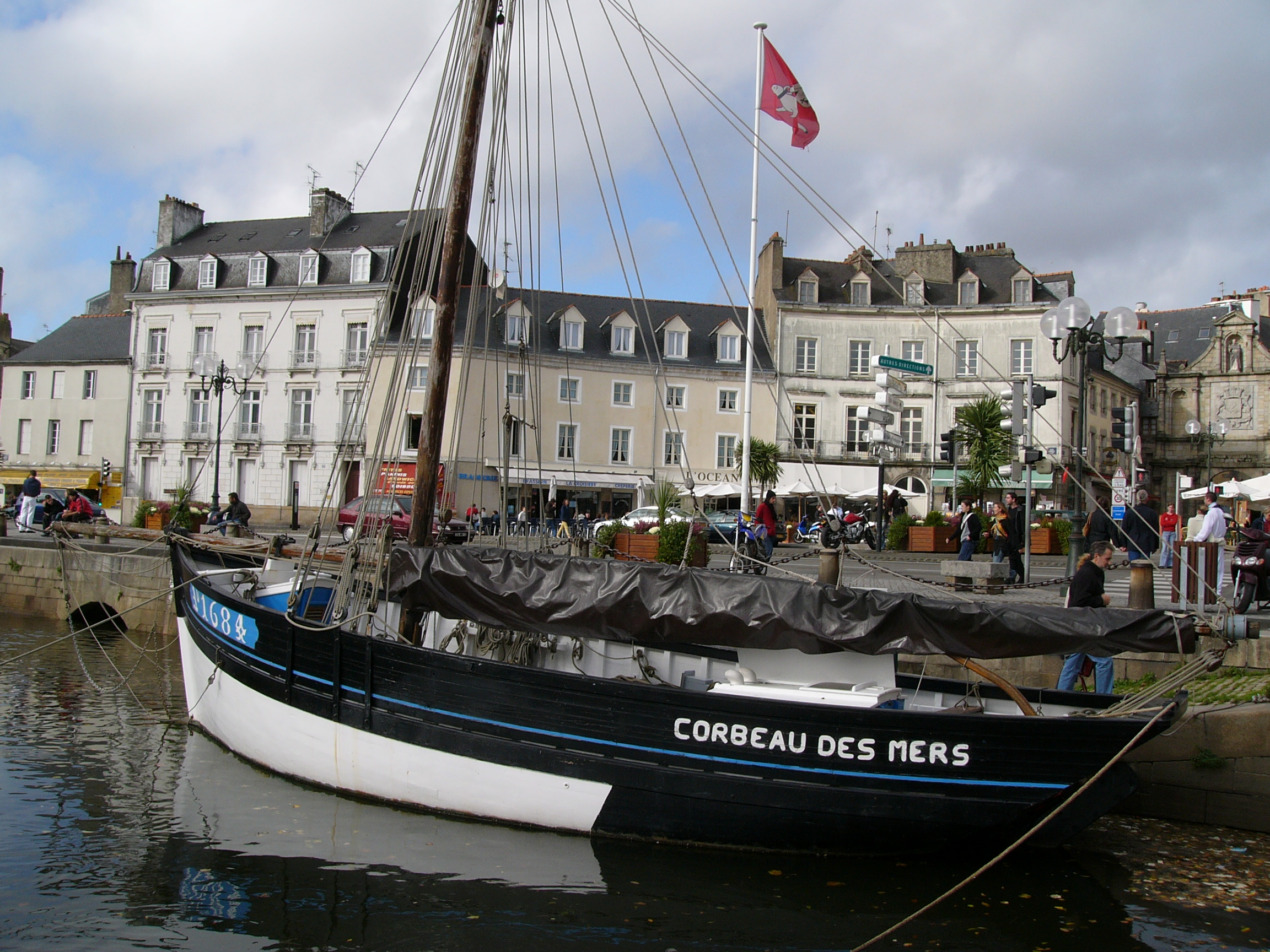
Le Corbeau des mers dans le port de plaisance
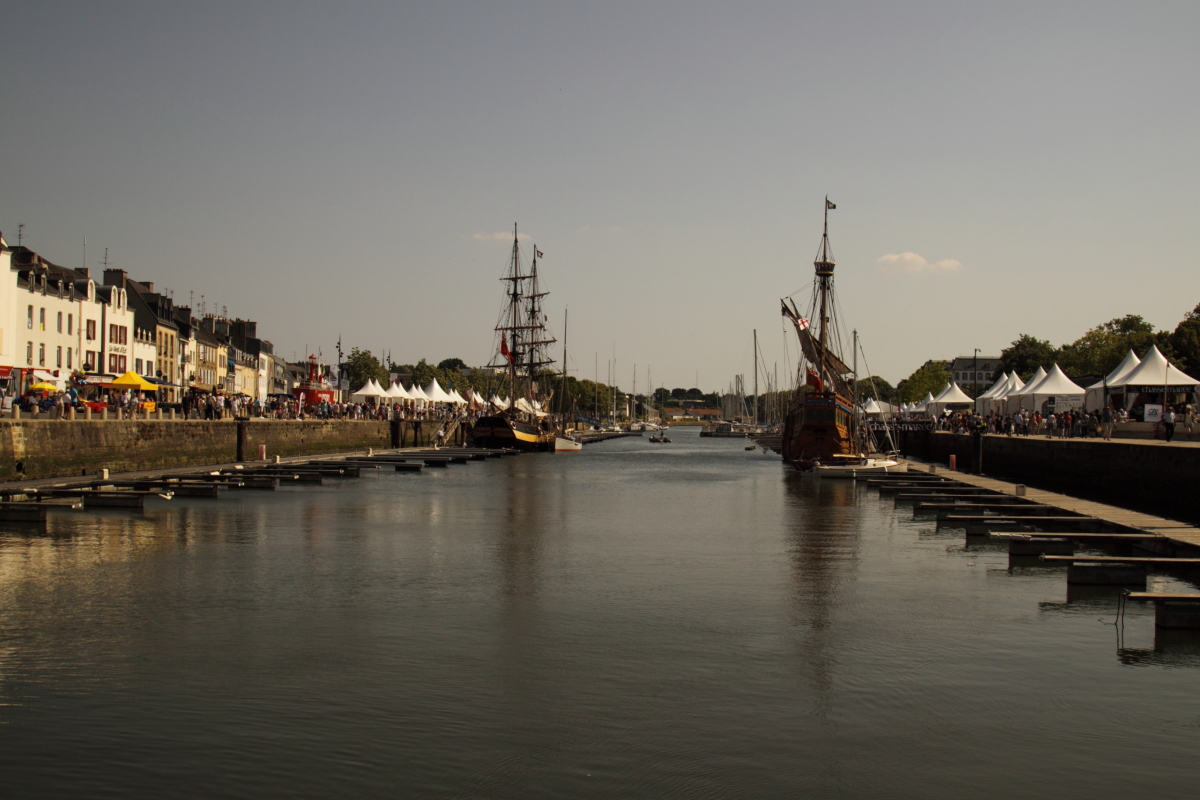
Port de Vannes
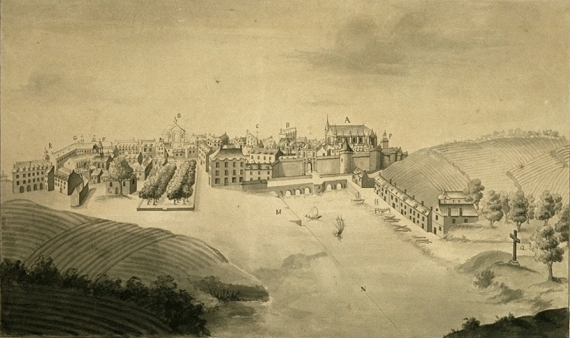
Vue du port au XVIIIe siècle
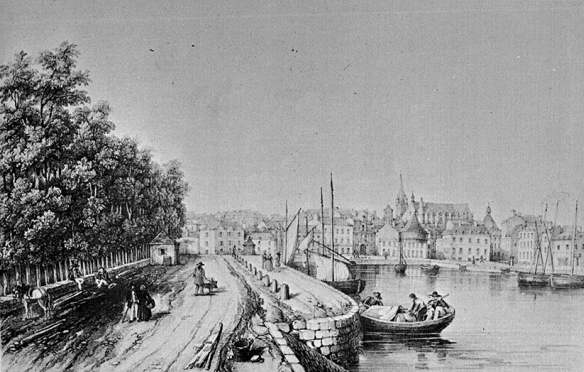
Rive droite du port au XIXe siècle
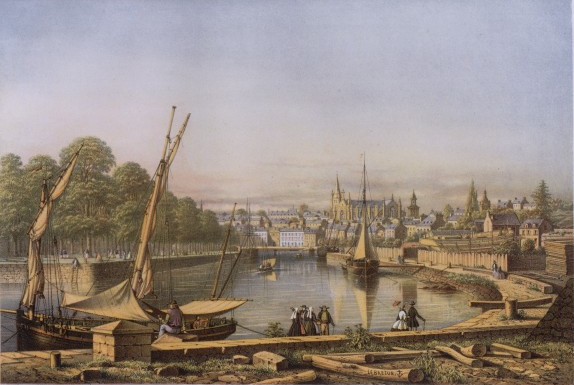
Le Port de Vannes en 1857 - Promenade de la Rabine
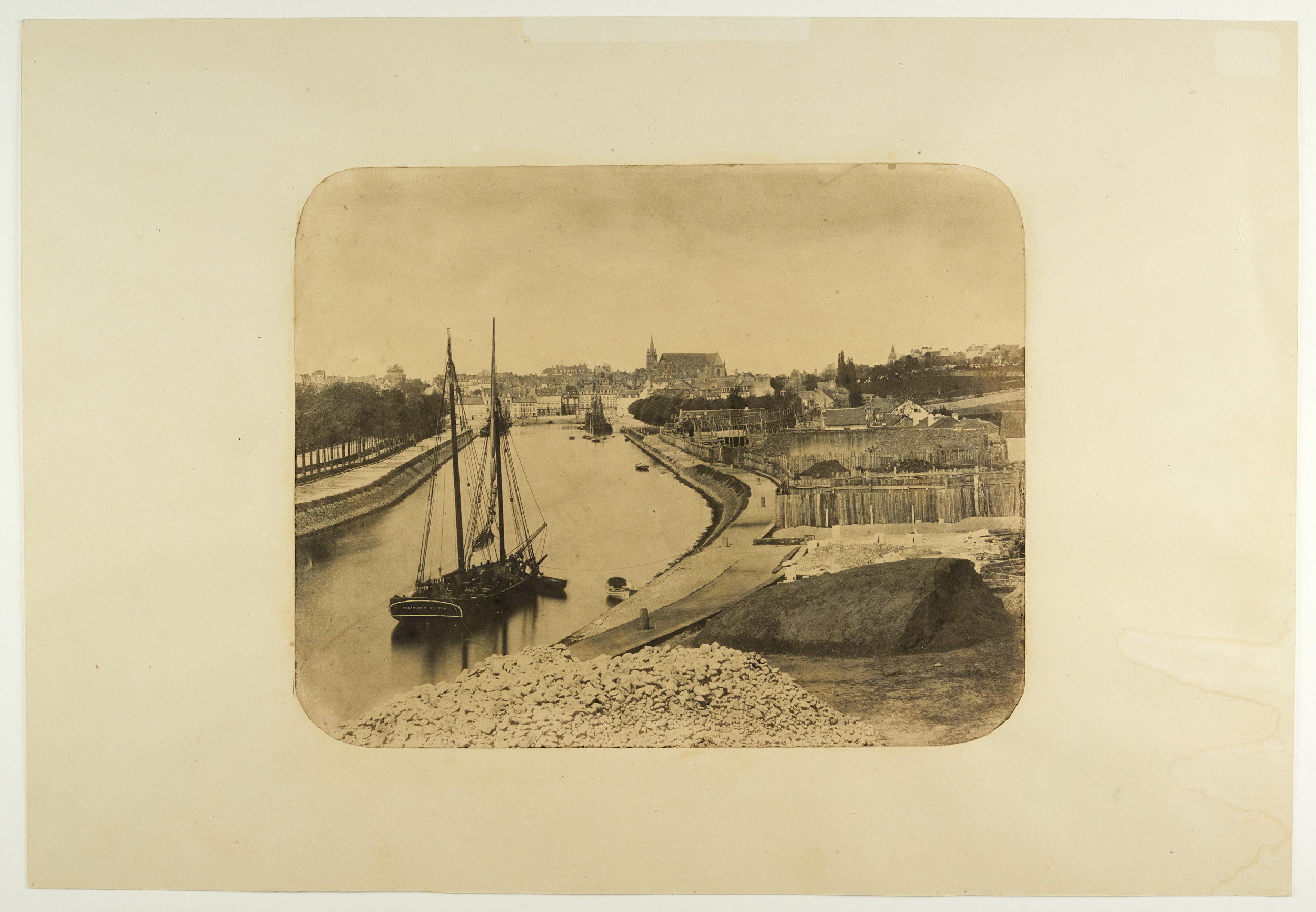
Vannes port, anonyme - Musée de Bretagne

## Faune
Le port de Vannes est fréquenté par de nombreux oiseaux marins (Mouette rieuse, goéland argenté...), y compris par le grand cormoran, fortement implanté dans tout le golfe du Morbihan.

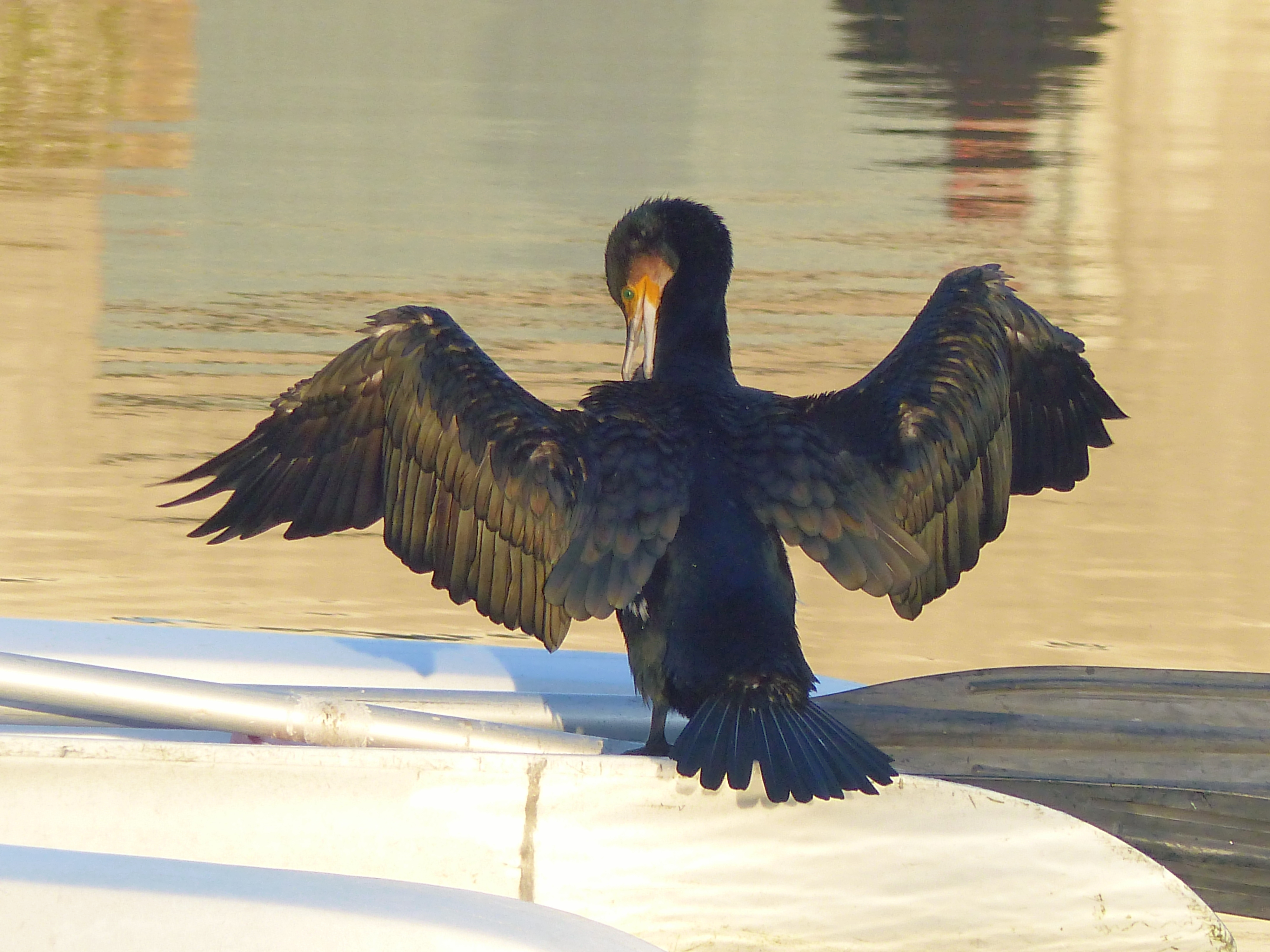
Grand cormoran séchant ses ailes au soleil sur un bateau du port de Vannes.
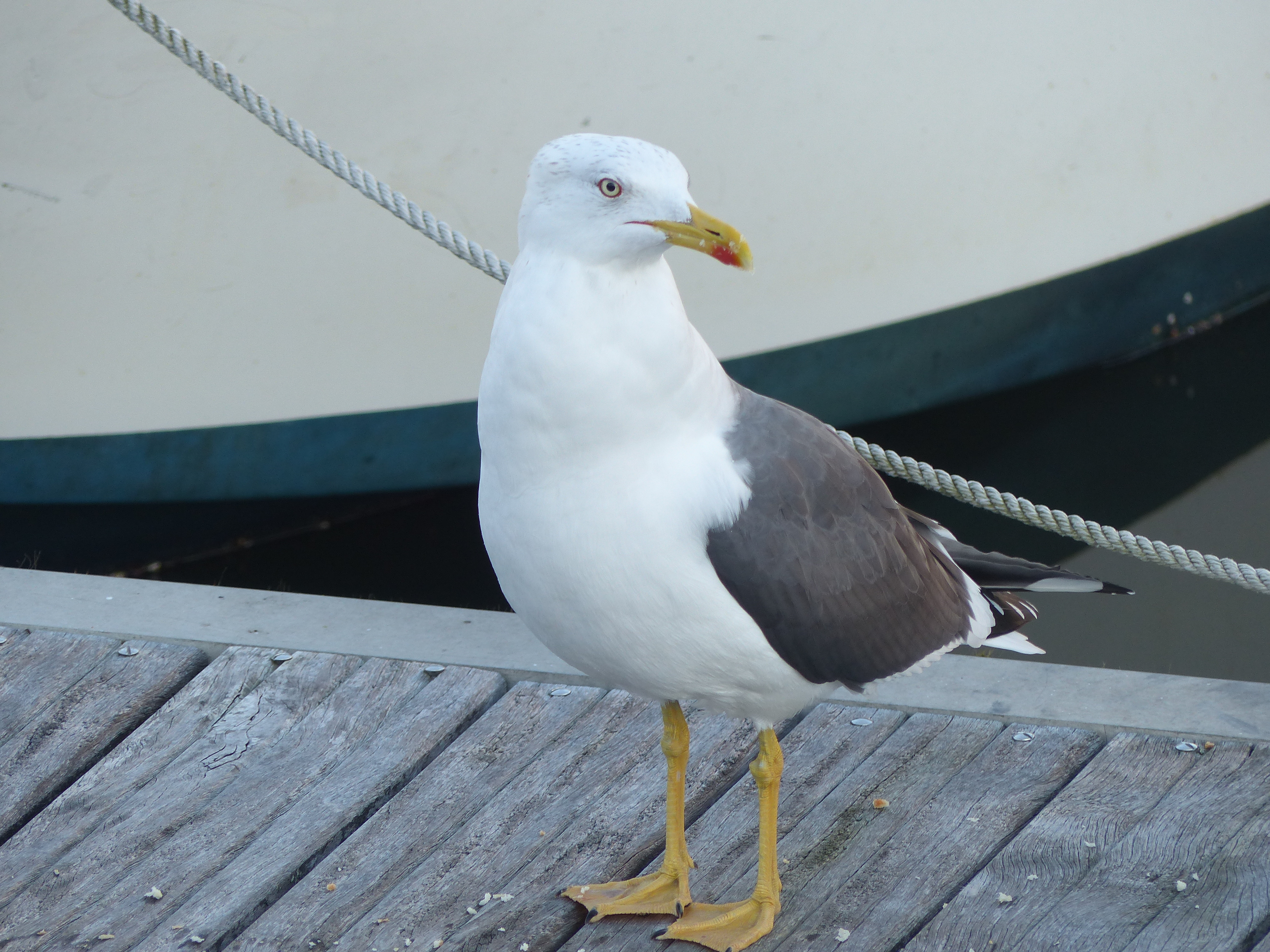
Goéland sur le quai du port
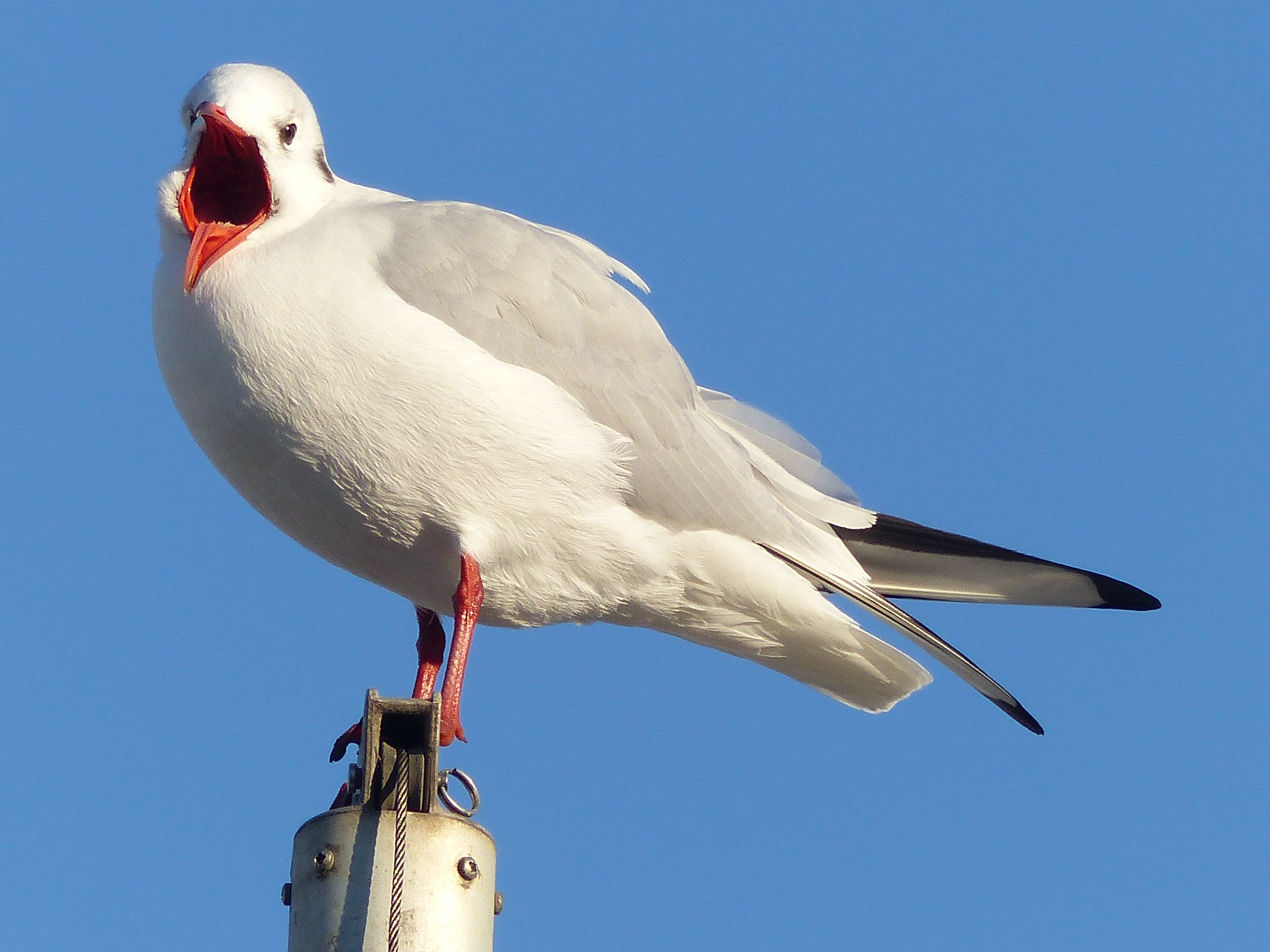
Mouette rieuse au sommet d'un mat dans le port